# Closer (album của Josh Groban)
| Đánh giá chuyên môn | Đánh giá chuyên môn |
| Nguồn đánh giá      | Nguồn đánh giá      |
| Nguồn               | Đánh giá            |
| ------------------- | ------------------- |
| AllMusic            | [ 1 ]               |
| Boston Globe        | (tích cực)          |
| The Village Voice   | C+                  |

Closer là album phòng thu thứ hai của nam ca sĩ người Mỹ Josh Groban, được phát hành vào tháng 11 năm 2003. Tương tự như album phòng thu đầu tiên của Groban, một nửa số bài hát trong album này được thể hiện bằng tiếng Anh, trong khi phần còn lại được thể hiện ở nhiều ngôn ngữ khác như tiếng Ý, tiếng Tây Ban Nha và tiếng Pháp. Closer là album nhạc cổ điển bán chạy nhất trong thập niên 2000 tại Hoa Kỳ theo số liệu của Nielsen SoundScan.
Album ra mắt ở vị trí thứ 4 trên bảng xếp hạng Billboard 200, bán ra khoảng 375.000 bản trong tuần đầu phát hành. Vào tháng 1 năm 2004, album vươn từ vị trí thứ 11 lên vị trí quán quân trong tuần thứ 9 trên bảng xếp hạng, với 110.000 bản bán ra trong tuần này. Thành tích này có được nhờ một chiến dịch hạ giá của Target.
Tại Úc, Closer đạt đến vị trí thứ 25 trên bảng xếp hạng ARIA Albums Chart của quốc gia này. Ngày 13 tháng 6 năm 2007, album quay trở lại bảng xếp hạng ở vị trí thứ 39. Tính đến tháng 10 năm 2015, album đã bán được hơn 6,1 triệu bản tại Hoa Kỳ. Bài hát "You Raise Me Up" trong album đạt đến vị trí thứ 73 trên bảng xếp hạng Billboard Hot 100 và vị trí quán quân trên bảng xếp hạng Adult Contemporary. Ca khúc "Remember When It Rained" cũng đạt đến vị trí thứ 15 trên bảng xếp hạng Adult Contemporaru.

## Danh sách bài hát
| STT | Nhan đề                                               | Sáng tác                                        | Sản xuất                               | Thời lượng |
| --- | ----------------------------------------------------- | ----------------------------------------------- | -------------------------------------- | ---------- |
| 1.  | "Oceano"                                              | Leo Z, Andrea Sandri, Mauro Malavasi            | David Foster, Leo Z, Malavasi          | 4:03       |
| 2.  | "My Confession"                                       | Richard Page                                    | Foster, Jochem van der Saag[a]         | 4:56       |
| 3.  | "Mi Mancherai (Il Postino)" (hợp tác với Joshua Bell) | Luis Bacalov, Marco Marinangeli                 | Foster                                 | 6:04       |
| 4.  | "Si Volvieras a Mi"                                   | Klaus Derendorf, Mark Portmann, Claudia Brant   | Foster, Derendorf[a], Portmann[a]      | 4:19       |
| 5.  | "When You Say You Love Me"                            | Mark Hammond, Robin Scoffield                   | Foster, Hammond[a]                     | 4:32       |
| 6.  | "Per Te"                                              | Marinangeli, Walter Afanasieff, Josh Groban     | Afanasieff                             | 4:16       |
| 7.  | "All'improvviso Amore"                                | Foster, Paul Schwartz, Frank Musker, Kaballa    | Foster, Schwartz[b]                    | 3:38       |
| 8.  | "Broken Vow"                                          | Afanasieff, Lara Fabian                         | Foster, Afanasieff[b], William Ross[b] | 4:34       |
| 9.  | "Caruso"                                              | Lucio Dalla                                     | Foster                                 | 5:07       |
| 10. | "Remember When It Rained"                             | Groban, Eric Mouquet                            | Mouquet                                | 4:41       |
| 11. | "Hymne à l'amour"                                     | Edith Piaf, Marguerite Monnot, Geoffrey Parsons | Foster                                 | 4:04       |
| 12. | "You Raise Me Up"                                     | Rolf Løvland, Brendan Graham                    | Foster                                 | 4:52       |
| 13. | "Never Let Go" (hợp tác với Deep Forest)              | Deep Forest, Groban, Mouquet                    | Mouquet                                | 3:52       |

| Bài hát thêm cho phiên bản đặc biệt | Bài hát thêm cho phiên bản đặc biệt | Bài hát thêm cho phiên bản đặc biệt | Bài hát thêm cho phiên bản đặc biệt |
| STT                                 | Nhan đề                             | Sáng tác                            | Thời lượng                          |
| ----------------------------------- | ----------------------------------- | ----------------------------------- | ----------------------------------- |
| 14.                                 | "Mi Morena"                         | Martin Page                         | 4:39                                |
| 15.                                 | "She's Out of My Life"              | Tom Bahler                          | 3:46                                |

| Bài hát thêm cho phiên bản phát hành độc quyền trên Internet | Bài hát thêm cho phiên bản phát hành độc quyền trên Internet | Bài hát thêm cho phiên bản phát hành độc quyền trên Internet | Bài hát thêm cho phiên bản phát hành độc quyền trên Internet |
| STT                                                          | Nhan đề                                                      | Sáng tác                                                     | Thời lượng                                                   |
| ------------------------------------------------------------ | ------------------------------------------------------------ | ------------------------------------------------------------ | ------------------------------------------------------------ |
| 16.                                                          | "You're the Only Place"                                      | Billy Mann, Afanasieff                                       | 4:55                                                         |
| 17.                                                          | "My December"                                                | Linkin Park                                                  | 5:02                                                         |

Ghi chú
- ^a  chỉ người hỗ trợ sản xuất
- ^b  chỉ người cùng tham gia sản xuất

## Xuất hiện trên truyền hình
- Good Morning America – 11 tháng 11 năm 2003
- The View – 13 tháng 11 năm 2003

## Xếp hạng và chứng nhận
| Bảng xếp hạng (2004)                | Vị trí cao nhất |
| ----------------------------------- | --------------- |
| Album Úc (ARIA)                     | 25              |
| Album Pháp (SNEP)                   | 47              |
| Album Đức (Offizielle Top 100)      | 13              |
| Album New Zealand (RMNZ)            | 9               |
| Album Na Uy (VG-lista)              | 2               |
| Album Thụy Điển (Sverigetopplistan) | 27              |
| Album Anh Quốc (OCC)                | 91              |
| Album Hoa Kỳ Billboard 200          | 1               |

| Quốc gia                                  | Chứng nhận  | Số đơn vị/doanh số chứng nhận |
| ----------------------------------------- | ----------- | ----------------------------- |
| Úc (ARIA)                                 | Bạch kim    | 70.000^                       |
| Canada (Music Canada)                     | 4× Bạch kim | 400.000^                      |
| Ireland (IRMA)                            | Vàng        | 7.500^                        |
| New Zealand (RMNZ)                        | Vàng        | 7.500^                        |
| Anh Quốc (BPI)                            | Vàng        | 100.000^                      |
| Hoa Kỳ (RIAA)                             | 5× Bạch kim | 6.100.000                     |
| ^ Chứng nhận dựa theo doanh số nhập hàng. |             |                               |